# Englische Rugby-Union-Meisterschaft 2009/10
Die Saison 2009/10 von Premiership Rugby war die 23. Saison der obersten Spielklasse der englischen Rugby-Union-Meisterschaft. Aus Sponsoringgründen trug sie den Namen Guinness Premiership. Sie begann am 4. September 2009, umfasste 22 Spieltage (je eine Vor- und Rückrunde) und dauerte bis zum 8. Mai 2010. Anschließend qualifizierten sich die vier bestplatzierten Mannschaften für das Halbfinale, die Halbfinalsieger trafen am 29. Mai 2010 im Finale im Twickenham Stadium aufeinander. Meister wurden zum neunten Mal die Leicester Tigers, die damit ihren Titel aus dem Vorjahr verteidigen konnten. Die Worcester Warriors mussten absteigen.

## Guinness Premiership

### Tabelle
M: Letztjähriger Meister

P: Promotion (Aufsteiger) aus der RFU Championship
|     | Team                 | Spiele | Siege | Unent. | Ndlg. | Spiel- punkte | Diff. | Bonus- punkte | Tabellen- punkte |
| --- | -------------------- | ------ | ----- | ------ | ----- | ------------- | ----- | ------------- | ---------------- |
| 01. | Leicester Tigers (M) | 22     | 15    | 1      | 6     | 541:325       | + 216 | 11            | 73               |
| 02. | Northampton Saints   | 22     | 16    | 0      | 6     | 472:322       | + 150 | 7             | 71               |
| 03. | Saracens             | 22     | 15    | 1      | 6     | 480:367       | + 113 | 7             | 69               |
| 04. | Bath Rugby           | 22     | 12    | 2      | 8     | 450:366       | + 84  | 9             | 61               |
| 05. | London Wasps         | 22     | 13    | 0      | 9     | 394:399       | − 5   | 5             | 57               |
| 06. | London Irish         | 22     | 10    | 3      | 9     | 469:384       | + 85  | 6             | 52               |
| 07. | Gloucester RFC       | 22     | 10    | 1      | 11    | 470:457       | + 13  | 6             | 48               |
| 08. | Harlequins           | 22     | 9     | 2      | 11    | 420:484       | − 64  | 6             | 46               |
| 09. | Newcastle Falcons    | 22     | 6     | 4      | 12    | 319:431       | − 112 | 5             | 37               |
| 10. | Leeds Carnegie (P)   | 22     | 7     | 1      | 14    | 280:454       | − 174 | 6             | 36               |
| 11. | Sale Sharks          | 22     | 6     | 1      | 15    | 333:495       | − 162 | 6             | 32               |
| 12. | Worcester Warriors   | 22     | 3     | 4      | 15    | 312:420       | − 108 | 8             | 28               |

Die Punkte wurden wie folgt verteilt:
- 4 Punkte bei einem Sieg
- 2 Punkte bei einem Unentschieden
- 0 Punkte bei einer Niederlage (vor möglichen Bonuspunkten)
- 1 Bonuspunkt für vier oder mehr Versuche, unabhängig vom Endstand
- 1 Bonuspunkt bei einer Niederlage mit sieben oder weniger Punkten Unterschied

### Playoff
Halbfinale
| 16. Mai 2010 13:00 | Northampton Saints                                                                    | 19 : 21       | Saracens                                                                       | Franklin’s Gardens, Northampton Zuschauer: 13.541 Schiedsrichter: Wayne Barnes |
| 16. Mai 2010 13:00 | Versuche: Tongaʻuiha 40. n.erh. Mujati 56. n.erh. Straftritte: Myler (3) 6., 41., 51. | (8:7) Bericht | Versuche: Goode 15. erh. Wyles 47. erh. Brits 76. erh. Erhöhungen: Jackson (3) | Franklin’s Gardens, Northampton Zuschauer: 13.541 Schiedsrichter: Wayne Barnes |

| 16. Mai 2010 16:00 | Leicester Tigers                               | 15 : 6        | Bath Rugby                        | Welford Road Stadium, Leicester Zuschauer: 21.575 Schiedsrichter: Chris White |
| 16. Mai 2010 16:00 | Straftritte: Flood (5) 22., 36., 59., 63., 72. | (6:6) Bericht | Straftritte: Barkley (2) 11., 20. | Welford Road Stadium, Leicester Zuschauer: 21.575 Schiedsrichter: Chris White |

Finale
| 29. Mai 2010 17:30 | Leicester Tigers | 33 : 27         | Saracens | Twickenham Stadium, London Zuschauer: 81.600 Schiedsrichter: Dave Pearson |
| 29. Mai 2010 17:30 | Versuche: Smith 13. erh. Youngs 27. erh. Hipkiss 76. erh. Erhöhungen: Flood (3) Straftritte: Flood (4) 3., 19., 47., 57. | (20:14) Bericht | Versuche: Joubert (2) 17. n.erh., 49. erh. Erhöhungen: Jackson (1) Straftritte: Jackson (6) 2., 9., 25., 70., 75. | Twickenham Stadium, London Zuschauer: 81.600 Schiedsrichter: Dave Pearson |

| 15                 | Geordan Murphy        |
| 14                 | Scott Hamilton        |
| 13                 | Matt Smith            |
| 12                 | Anthony Allen         |
| 11                 | Alesana Tuilagi       |
| 10                 | Toby Flood            |
| 09                 | Ben Youngs            |
| 08                 | Jordan Crane          |
| 07                 | Lewis Moody           |
| 06                 | Tom Croft             |
| 05                 | Geoff Parling         |
| 04                 | Louis Deacon          |
| 03                 | Martin Castrogiovanni |
| 02                 | George Chuter         |
| 01                 | Marcos Ayerza         |
| Auswechselspieler: |                       |
| 16                 | Joe Duffey            |
| 17                 | Dan Cole              |
| 18                 | Boris Stankovich      |
| 19                 | Craig Newby           |
| 20                 | Ben Woods             |
| 21                 | James Grindal         |
| 22                 | Jeremy Staunton       |
| 23                 | Daniel Hipkiss        |

| 15                 | Alex Goode          |
| 14                 | Michael Tagicakibau |
| 13                 | Adam Powell         |
| 12                 | Brad Barritt        |
| 11                 | Chris Wyles         |
| 10                 | Glen Jackson        |
| 09                 | Neil de Kock        |
| 08                 | Ernst Joubert       |
| 07                 | Andy Saull          |
| 06                 | Jacques Burger      |
| 05                 | Hugh Vyvyan         |
| 04                 | Steve Borthwick     |
| 03                 | Petrus du Plessis   |
| 02                 | Schalk Brits        |
| 01                 | Matías Agüero       |
| Auswechselspieler: |                     |
| 16                 | Fabio Ongaro        |
| 17                 | Rhys Gill           |
| 18                 | Richard Skuse       |
| 19                 | Mouritz Botha       |
| 20                 | Justin Melck        |
| 21                 | Justin Marshall     |
| 22                 | Derick Hougaard     |
| 23                 | Kameli Ratuvou      |

## RFU Championship
Die Saison der zweiten Liga (seit dieser Saison RFU Championship, zuvor National Division One) dauerte vom 4. September 2009 bis zum 20. Februar 2009 und umfasste 22 Spieltage (je eine Vor- und Rückrunde). Die besten acht Mannschaften trafen sich in zwei Gruppen wieder und spielten in Playoffs um einen Platz in der Premiership. Die vier übrigen Mannschaften spielten untereinander einen Absteiger in die National Division One aus.

### Tabelle
P: Promotion (Aufsteiger) aus der National Division One

R: Relegation (Absteiger) aus der Premiership
|     | Team                          | Spiele | Siege | Unent. | Ndlg. | Spiel- punkte | Diff. | Bonus- punkte | Tabellen- punkte |
| --- | ----------------------------- | ------ | ----- | ------ | ----- | ------------- | ----- | ------------- | ---------------- |
| 01. | Bristol Rugby (R)             | 22     | 19    | 0      | 3     | 630:337       | + 293 | 16            | 92               |
| 02. | Exeter Chiefs                 | 22     | 19    | 0      | 3     | 699:360       | + 339 | 12            | 88               |
| 03. | London Welsh                  | 22     | 14    | 1      | 7     | 483:376       | + 107 | 9             | 62               |
| 04. | Bedford Blues                 | 22     | 12    | 1      | 9     | 581:436       | + 145 | 9             | 59               |
| 05. | Nottingham RFC                | 22     | 12    | 0      | 10    | 539:520       | + 19  | 11            | 59               |
| 06. | Cornish Pirates               | 22     | 11    | 1      | 10    | 555:463       | + 92  | 9             | 56               |
| 07. | Doncaster RFC                 | 22     | 10    | 0      | 12    | 394:386       | + 8   | 8             | 48               |
| 08. | Plymouth Albion               | 22     | 10    | 1      | 11    | 389:462       | − 73  | 6             | 48               |
| 09. | Moseley RFC                   | 22     | 10    | 0      | 12    | 444:553       | − 99  | 6             | 46               |
| 10. | Rotherham RUFC                | 22     | 7     | 0      | 15    | 451:520       | − 69  | 15            | 43               |
| 11. | Coventry RFC                  | 22     | 5     | 1      | 16    | 346:565       | − 219 | 5             | 12               |
| 12. | Birmingham & Solihull RFC (P) | 22     | 0     | 1      | 21    | 293:836       | − 543 | 4             | − 9              |

1. ↑  Abzug von 5 Punkten wegen eines Insolvenzverfahrens.
2. ↑  Abzug von 15 Punkten wegen eines Insolvenzverfahrens.
3. ↑  Abzug von 15 Punkten wegen eines Insolvenzverfahrens.

Die Punkte wurden wie folgt verteilt:
- 4 Punkte bei einem Sieg
- 2 Punkte bei einem Unentschieden
- 0 Punkte bei einer Niederlage (vor möglichen Bonuspunkten)
- 1 Bonuspunkt für vier oder mehr Versuche, unabhängig vom Endstand
- 1 Bonuspunkt bei einer Niederlage mit sieben oder weniger Punkten Unterschied

### Playoff
Gruppe A
|    | Team            | Spiele | Siege | Unent. | Ndlg. | Spiel- punkte | Diff. | Bonus- punkte | Tabellen- punkte |
| -- | --------------- | ------ | ----- | ------ | ----- | ------------- | ----- | ------------- | ---------------- |
| 1. | Bristol Rugby   | 6      | 5     | 0      | 1     | 189:86        | + 103 | 4             | 24               |
| 2. | Bedford Blues   | 6      | 4     | 0      | 2     | 154:125       | + 29  | 4             | 20               |
| 3. | Cornish Pirates | 6      | 2     | 0      | 4     | 98:158        | − 60  | 2             | 10               |
| 4. | Plymouth Albion | 6      | 1     | 0      | 5     | 57:129        | − 72  | 1             | 5                |

Gruppe B
|    | Team           | Spiele | Siege | Unent. | Ndlg. | Spiel- punkte | Diff. | Bonus- punkte | Tabellen- punkte |
| -- | -------------- | ------ | ----- | ------ | ----- | ------------- | ----- | ------------- | ---------------- |
| 1. | Exeter Chiefs  | 6      | 4     | 0      | 2     | 181:86        | + 95  | 4             | 20               |
| 2. | London Welsh   | 6      | 4     | 0      | 2     | 108:110       | − 2   | 2             | 18               |
| 3. | Nottingham RFC | 6      | 2     | 0      | 4     | 98:141        | − 43  | 2             | 10               |
| 4. | Doncaster RFC  | 6      | 2     | 0      | 4     | 108:158       | − 50  | 1             | 9                |

Halbfinale
| Datum       | Begegnung                     | Ergebnis |
| ----------- | ----------------------------- | -------- |
| 7. Mai 2010 | Bristol Rugby – London Welsh  | 28:15    |
| 8. Mai 2010 | Exeter Chiefs – Bedford Blues | 37:8     |

Finale
| Datum        | Begegnung                     | Ergebnis |
| ------------ | ----------------------------- | -------- |
| 19. Mai 2010 | Exeter Chiefs – Bristol Rugby | 9:6      |
| 26. Mai 2010 | Bristol Rugby – Exeter Chiefs | 10:29    |

Exeter stieg in die Premiership auf.

### Relegationsrunde
|    | Team                      | Spiele | Siege | Unent. | Ndlg. | Spiel- punkte | Diff. | Bonus- punkte | Tabellen- punkte |
| -- | ------------------------- | ------ | ----- | ------ | ----- | ------------- | ----- | ------------- | ---------------- |
| 1. | Rotherham RUFC            | 6      | 5     | 0      | 1     | 188:116       | + 72  | 7             | 27               |
| 2. | Moseley RFC               | 6      | 2     | 0      | 4     | 153:132       | + 21  | 7             | 15               |
| 3. | Birmingham & Solihull RFC | 6      | 3     | 0      | 3     | 158:169       | − 11  | 3             | 13 1             |
| 4. | Coventry RFC              | 6      | 2     | 0      | 4     | 82:164        | − 82  | 2             | 10               |

1 Abzug von 2 Punkten wegen Einsatzes eines nichtregistrierten Spielers.
Coventry RFC stieg in die National Division One ab.